# Великоніг нікобарський
Великоніг нікобарський (Megapodius nicobariensis) — вид куроподібних птахів родини великоногових (Megapodiidae).

## Поширення
Ендемік Нікобарських островів, що належать Індії. Два підвиди трапляються на 14 островах: M. n. abbotti на Великому Нікобарі, Малому Нікобарі, Кондулі, Менчалі, Трісі, Мерое та М. n. nicobariensis на островах Каморта, Трінкат, Нанкоурі, Катчалл, Тересса, Бомпока і Тілланхонг. Загальна популяція виду оцінюється у 750-1500 птахів.

## Опис
Великий птах, завдовжки 37–43 см. Оперення коричневе, голова сіра. На голові є коричневий чубчик. Лицьова маска неоперена, червоного кольору. Хвіст короткий. Ноги міцні, сірого кольору.

## Спосіб життя
Харчується значною мірою насінням Macaranga peltata, а також комахами, равликами, ракоподібними та плазунами. Як і інші смітні кури, яйця закопує у купу ґумусу, де вони розвиваються за рахунок сонячного тепла та тепла, що виникає при гнитті рослин. При цьому за кладкою стежить самець, регулюючи температуру. Пташенята вже через кілька годин можуть бігати, а через кілька діб намагаються літати.

## Підвиди
- Megapodius nicobariensis abbotti (Oberholser, 1919)
- Megapodius nicobariensis nicobariensis (Blyth, 1846)